# Director d'ingressos
El director d'ingressos o directora d'ingressos, en anglès chief revenue officer (CRO), és la persona responsable, en una organització, de totes les activitats que generen ingressos, incloses les vendes, el màrqueting i la gestió dels clients i els productes.